# Eirik Hundvin
Eirik Hundvin, noto anche con lo pseudonimo di Pytten (8 febbraio 1950), è un produttore discografico e ingegnere del suono norvegese di molti classici album black metal, soprattutto di gruppi norvegesi, quasi tutti registrati nei Grieghallen Studios a Bergen.

## Album prodotti
Aeternus
- Beyond the Wandering Moon
- ...And So the Night Became
- Shadows of Old
- Burning the Shroud
- Ascension of Terror
- A Darker Monument
- Hexaeon

Borknagar
- Borknagar

Burzum
- Burzum
- Aske (EP)
- Det som engang var
- Filosofem
- Belus
- Fallen
- From the Depths of Darkness

Corona Borealis
- Corona Borealis

Einherjer
- Far Far North
- Dragons of the North

Enslaved
- Frost (nel quale suona anche il basso nella canzone Yggdrasil)
- Eld

Emperor
- In the Nightside Eclipse
- Reverence (EP)
- Anthems to the Welkin at Dusk

Gorgoroth
- Destroyer, or About How to Philosophize with the Hammer

Immortal
- Diabolical Fullmoon Mysticism
- Pure Holocaust
- Battles in the North

Mayhem
- De Mysteriis Dom Sathanas

Windir
- Arntor